# Otton de Freising

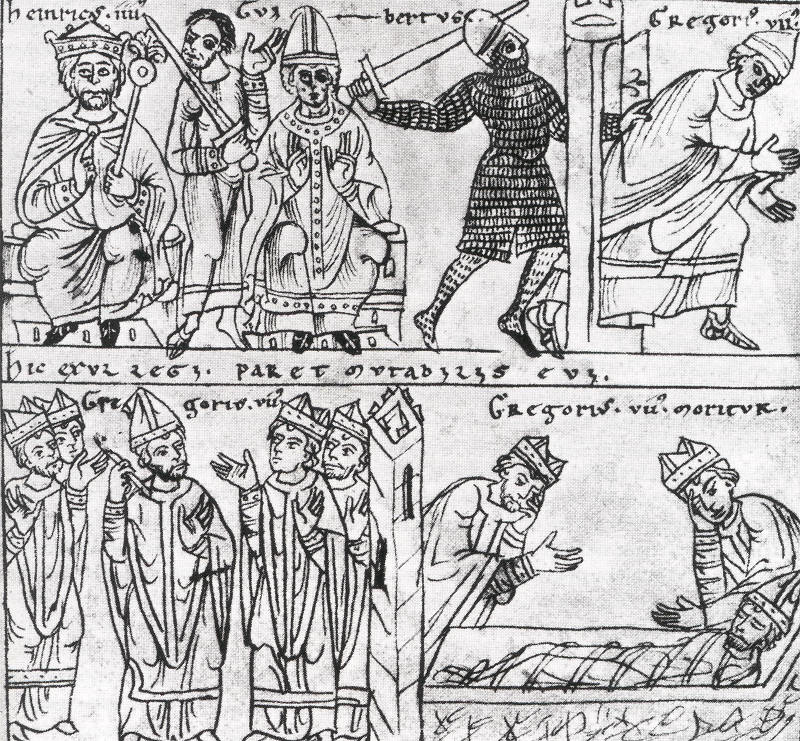
La mort de Grégoire VII dans la Gesta Frederici (manuscrit de Iéna).

Otton de Freising, né à Klosterneuburg en 1112, mort le 28 septembre 1158 à l'abbaye de Morimond où il est inhumé, était un évêque et chroniqueur allemand. Historien de Frédéric Barberousse, il est aussi un des grands théoriciens de l'histoire de l'époque médiévale.

## Biographie
Fils de Léopold III d'Autriche, margrave d'Autriche, et d'Agnès de Germanie, fille de l'empereur Henri IV, Otton appartient à la dynastie germanique des Babenberg. Il est éduqué au monastère de Neuburg en Bavière, avant de venir effectuer ses études à Paris vers 1126-1136. Il étudie la théologie et s'intéresse également à la philosophie scolastique qu'il introduira par la suite en Allemagne. En 1132, il entre au monastère cistercien de Morimond en Bourgogne, où il est élu abbé en 1138. Il est nommé evêque de Freising en Bavière la même année. Il participe à la malheureuse deuxième croisade en 1147, aux côtés de son demi-frère le roi Conrad III. La section de Croisés commandée par l'évêque est décimée, mais Otton parvient à rejoindre Jérusalem, et retourne en Bavière vers 1148-1149. Il reçoit les faveurs du successeur de Conrad, l'empereur Frédéric Barberousse, et arbitre notamment la dispute autour du duché de Bavière en 1156. En 1157, il participe à la Diète de Besançon. Il meurt à l'abbaye de Morimond le 22 septembre 1158.

## Théologie de l'histoire
Dans De duabus civitatibus (Les deux cités), une chronique philosophique et historique en huit livres, Otton de Freising reprend la tradition augustinienne des deux cités mystiques, l'une terrestre, l'autre céleste, symbolisées par Babylone et Jérusalem. Il identifie la cité terrestre aux empires qui se sont succédé depuis le commencement du monde. Au cours de cette suite de règnes, l'autorité passe ainsi des Babyloniens aux Perses, des Perses aux Grecs, des Grecs aux Romains, des Romains aux Francs et aux Lombards, et enfin aux Germains, c'est-à-dire à nouveau aux Francs. Cette histoire est la description d'une longue et continuelle décadence, et la dissolution de Rome préfigure celle de l'univers. À l'époque d'Otton, le Saint-Empire romain germanique apparaît comme une sorte de corps terrestre de la cité de Dieu, et ce depuis la conversion de Constantin. Or l'Église semble croître à proportion de la décadence de l'Empire. C'est pourquoi Otton admet l'existence non pas de deux cités, mais d'une seule, qu'il nomme l'Église. Cette chronique, écrite au cours de la guerre civile en Allemagne, contient également des informations précieuses sur l'histoire de son temps.
Il est notamment le premier à mentionner le Prêtre Jean dans sa chronique. Dans le septième livre, Otton mentionne une ambassade arménienne venue à la cour du pape Eugène III décrire la situation dramatique du Royaume de Jérusalem depuis la prise d'Édesse par les musulmans. Un évêque de Jebail, nommé Hugues, raconte cependant la défaite infligée aux Turcs seldjoukides par un certain Johannes, un chrétien nestorien dont le projet est de secourir la Terre Sainte. Du point de vue historique, l'entourage des Gengiskhanides comprenait réellement une forte minorité nestorienne. En 1260, l'invasion de la Syrie ayyoubide par Houlagou Khan prendra effectivement l'aspect d'une croisade nestorienne. Du point de vue spirituel, cette ambassade est en quelque sorte un autre chemin menant au salut. La réintégration de l'Église arménienne préfigure la fin des  querelles dogmatiques et rituelles au sein de l’Église universelle. De plus, le Prêtre Jean est l'heureuse fusion des deux pouvoirs gouvernant le destin du monde : l'autorité spirituelle et le pouvoir temporel. Le vainqueur des Perses, incarnant les qualités sacerdotales et royales, assure la paix eschatologique.
Les Gesta Frederici, rédigés sur l'ordre de Barberousse en 1157-58, est une histoire en quatre livres de la maison des Hohenstaufen. La chronique commence à la querelle des Investitures et se termine vers 1156. À partir du troisième livre, la chronique est continuée par un disciple nommé Ragewin ou Rahewin.

## Œuvres
- (la) De duabus civitatibus
- (la) Gesta Friderici imperatoris